# Brindisi (Trinkspruch)
Ein Brindisi ([ˈbrindizi]; italienisch für „Toast“, „Trinkspruch“) ist ein Trinklied, in dem eine Gruppe zum Trinken eingeladen wird.
Zwar ist das Wort italienisch, es kommt aber vom deutschen Ausdruck (ich) bringe dir’s, was früher die übliche Einführung für einen Toast war. In die italienische Sprache gelangte der Ausdruck wahrscheinlich wegen des ähnlich klingenden Namens der italienischen Stadt Brindisi, wobei diese jedoch etymologisch nichts mit dem für das Trinklied verwendeten Namen zu tun hat.
Der Begriff brindisi wird oft in Opern verwendet, wobei typischerweise ein Protagonist einen Toast mit einer Solomelodie anstimmt und das ganze Ensemble ihm im Refrain folgt.
Einige bekannte Opernnummern, die als Brindisi bezeichnet werden, sind:
- Libiamo ne’ lieti calici von Alfredo und Violetta im 1. Akt von Verdis La traviata
- Viva, il vino spumeggiante von Turiddu im 2. Bild von Mascagnis Cavalleria rusticana
- Il segreto per esser felici von Orsini im 2. Akt von Donizettis Lucrezia Borgia
- Inaffia l’ugola! von Iago im 1. Akt von Verdis Otello
- Si colmi il calice der Lady Macbeth im 2. Akt von Verdis Macbeth
- The Tea-Cup Brindisi im Finale des 1. Aktes von Gilbert und Sullivans The Sorcerer
- Ô vin, dissipe la tristesse von Hamlet im 2. Akt von Thomas’ Hamlet